# Balduin Gärtner
Balduin Gärtner (* 6. November 1859 in Rödigen; † 3. Februar 1954 in Altenburg) war ein deutscher Lehrer, Heimatdichter und Volkskundler.

## Leben
Gärtner absolvierte von 1874 bis 1878 das Lehrerseminar in Altenburg und war anschließend als Lehrer in Schmölln tätig. Ab 1882 bis ins Jahr 1924 unterrichtete er an der Frauenfelsschule in Altenburg. Gärtner wurde zum Oberlehrer ernannt.
Gärtner betätigte sich als Dichter und Schriftsteller unter verschiedenen Pseudonymen wie „Daneels Kleenner“ und „Daniel Balder“ sowie als Zeitungsberichterstatter in Altenburg. Seine Gedichte und heimatgeschichtlichen Artikel wurden in der Tagespresse abgedruckt. Gärtner verfasste u. a. Beiträge über Oberlödla, zur Lungenseuche, zum Schmuggelwesen im Böhmerwald, Kriegsepisoden, über das Stiftungsvermögen der Stadt Altenburg, zu Pacht- und Besitzwechsel, über das Holzgeschäft auf der Saale, Bauerngeschlechter in Schlauditz, Berichte über den Bau von Rodelbahnen am Zschernitzscher Berg, in Unterlödla, an der Sternwarte und im Herzog-Ernst-Wald Altenburg, sowie Beiträge in der Ornithologische Monatsschrift des Deutschen Vereins zum Schutze der Vogelwelt und auch in dessen Zeitungen Die Vogelwelt. 1908 veröffentlichte er im Stephan Geibel Verlag den von Jenny Thieme illustrierten Versband Das Zwillingspaar Hedi und Fredi.
Er gehörte zu den Hauptinitiatoren der Gründung der DÖAV-Sektion Sachsen-Altenburg, dessen 1. Vorsitzender er von 1932 bis 1933 war. 1911 veröffentlichte er im Verlag Oskar Bonde das Wanderbuch 100 Skizzen zu Wanderungen in Altenburgs Umgebungen. 1914 erhielt er vom Verleger den Auftrag, dieses Wanderbuch zu bearbeiten, weil es schnell vergriffen war, konnte diesem Wunsch aber erst nach dem Ersten Weltkrieg nachkommen. Es erschien 1924 unter dem Titel Altenburger Wanderbuch. 20 Ausflüge und 100 Skizzen zu Wanderungen und Spaziergängen in Altenburgs Umgebung.
1925 gehörte Gärtner zu den Gründern des Deutschen Funktechnischen Verbandes, dem ersten überregionalen deutschen Amateurfunkverband. Nach dem Vereinsverbot nach dem Zweiten Weltkrieg beteiligte er sich Mitte 1948 an den Bemühungen um die Wiederzulassung des Alpenvereins in Thüringen und Sachsen.
Gärtners Nachlass befindet sich im Landesarchiv Thüringen. Der Nachlass enthält u. a. eine Sammlung von Sprichwörtern im Altenburger Mundart, Abzählreime und Verse für Kinder, die Beschreibung von Kinderspielen und Unterhaltungsspielen, Beschreibungen des Brauchtums und der Sitten im Pleißengau und Osterland.
Postum wurden seine Ahnenforschungsergebnisse 1958 als Beitrag mit dem Titel Meine Vorfahren im Altenburger Heimatkalender veröffentlicht. 2000 veröffentlichte das städtische Verkehrsamt in der Festschrift zum 750-jährigen Bestehen der Stadt Altenburg unter anderem den von ihm zu Lebzeiten verfassten Artikel Alt-Altenburg.

## Ämter
- 1907–1932: Gründer, Protokoll- und Schriftführer, DÖAV-Sektion Sachsen-Altenburg
- ab 1908: Ausschuss des DÖAV zum Bau von Rodelbahnen
- 1919: 2. Vorsitzender des Verkehrs- und Verschönerungsvereins
- 1932–1933: 1. Vorsitzender, DÖAV-Sektion Sachsen-Altenburg
- 1939–1945: Vorstandsmitglied, DÖAV-Sektion Sachsen-Altenburg
- 1909–1919: Stellvertretender Vorsitzender des Bezirklehrervereins
- Mitglied des Presseausschusses

## Ehrungen
- Ehrenvorsitzender des DÖAV-Sektion Sachsen-Altenburg
- Ehrenmitglied und Silberne Ehrennadel des Männerturnvereins
- Goldene Ehrennadel des Gaus Thüringen
- Ehrenmitglied des Tierschutzvereins
- Ehrenmitglied des Verkehrs- und Verschönerungsvereins
- Ehrenmitglied des Männergesangsvereins
- Ehrenbrief des Deutschen Sängerbundes
- Fechtmeister und Ehrenmitglied der Deutschen Reichsfechtschule
- Silberne Ehrennadel des Deutschen Funktechnischen Verbandes
- Ehrenmitgliedschaft der Fachgruppe Heimatforschung
- 1911: Herzog-Ernst-Medaille
- 1917: Silbernes Verdienstkreuz des Herzoglich Sachsen-Ernestinischen Hausordens

## Schriften (Auswahl)
- Malcher uff dar Ausschtellung in Altenburger Mundart zur Altenburger Landesausstellung 1886.
- Das Zwillingspaar Hedi und Fredi. Stephan Geibel Verlag, 1908.
- 100 Skizzen zu Wanderungen in Altenburgs Umgebungen. Verlag Oskar Bonde, Altenburg 1911.
- Altenburger Wanderbuch. 20 Ausflüge und 100 Skizzen zu Wanderungen und Spaziergängen in Altenburgs Umgebung. Verlag Oskar Bonde, Altenburg 1924.